# Sara Seye

a Compétitions nationales et continentales officielles uniquement.

b Matchs officiels uniquement.
Sara Seye, née le 26 août 2000 à Gardone Val Trompia (Italie), est une joueuse internationale italienne de rugby à XV et évoluant au poste de pilier. Professionnelle, elle joue en Angleterre, aux Ealing Trailfinders.

## Biographie
Sara Seye est formée au CUS Brescia où elle commence le rugby à XV à l'âge de quatorze ans.
Elle part jouer en Angleterre à l'âge de dix-huit ans : une saison avec le Hove Rugby Club, puis une avec les Wasps (en) écourtée par la pandémie de Covid-19.[réf. nécessaire]
En 2020, elle rentre en Italie et joue à Calvisano pendant trois saisons (en réalité deux, toujours à cause du Covid).[réf. nécessaire]
Elle débute en équipe d'Italie en 2021 contre l'Écosse, et participe à la qualification de l'équipe pour la Coupe du monde. Elle est conservée dans le groupe et participe à cette Coupe du monde.
À l'intersaison 2023, elle s'engage avec le club londonien des Ealing Trailfinders qui vient d'accéder à la Premiership. Au mois d'août, elle est à nouveau convoquée en équipe nationale pour disputer la première édition du WXV, la nouvelle compétition créée par World Rugby.
Début 2024, elle fait partie des joueuses mises sous contrat par la fédération italienne.